# Brunei aux Jeux du Commonwealth
Brunei a participé à tous les Jeux du Commonwealth depuis les Jeux de 1990 à Auckland. Le pays, représenté par d'assez petites délégations, a pris part à des épreuves d'athlétisme, de badminton, de boulingrin, de boxe (en 1990), de cyclisme (en 2014), et de tir sportif. Les Brunéiens n'ont encore jamais remporté de médaille.
Le pays a été représenté entre autres par le prince Sufri Bolkiah, frère du sultan Hassanal Bolkiah. Le prince a pris part à des épreuves de tir en 1990, 1994 et 1998.